# Johann Weinmann (Theologe)

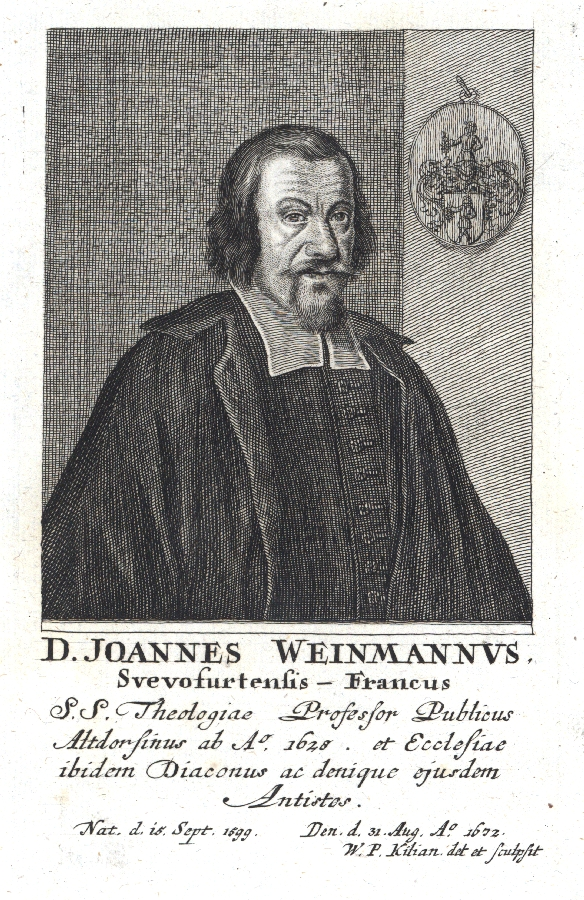
Johann Weinmann

Johann Weinmann (auch Johannes; * 15. September 1599 in Schweinfurt; † 29. oder 30. August 1672) war ein deutscher lutherischer Geistlicher und Theologe.

## Leben
Weinmann war Sohn eines Buchhändlers und besuchte zunächst die Schule seiner Heimatstadt. 1616 ging er zum Studium der Philosophie und Philologie an die Universität Gießen. Aufgrund einer längeren Krankheit kehrte er nochmal nach Schweinfurt zurück, bevor er 1618 an die Universität Jena kam, an der er sich dem Studium der Theologie widmete und insbesondere unter dem Einfluss von Johann Gerhard stand. 1620 erlangte er dort den Magistergrad. Den Dr. theol. bekam er 1656 von der Gießener Universität verliehen.
Weinmann wechselte nach Altdorf bei Nürnberg und wurde dort 1624 Inspector Alumnorum. 1628 wurde er Diakon in Altdorf und zugleich Professor der Theologie an der Universität Altdorf. 1654 stieg er zum Pastor auf und wurde zugleich erster Professor der Theologischen Fakultät. Er galt als sehr strenger Vertreter der Lutherischen Orthodoxie, der seine Positionen provokativ vertrat und mehrfach in Konflikte mit Fakultätskollegen geriet. Daher erteilte ihm der Rat der Stadt Nürnberg ein Schreibverbot.
Weinmann war mit Clara Catharina (verwitwete Rubinger, geb. Bosch) verheiratet, die nach seinem Tod den Pfarrer und Dichter Sigmund von Birken heiratete.

## Schriften (Auswahl)
- Collegium Galatinum s. exercitationes biblicae XVI in epist. Pauli ad Galatas, Altdorf 1672.
- Institutiones theologicae, quibus articuli religionis christianae praecipui, ordine analytico, ex verbo Dei, succincte proponuntur, perspicue explicantur, Altorf 1644.
- Heptalogus Christi oder die 7 letzten Worte Christi am Creutze gesprochen, erklärt, Nürnberg 1647.
- Collegium aphoristicum, Altorf 1650.
- Trisagion, d. i. drei schöne lehr- und trostreiche Kirchengesänge vom Kindelein so löblich u. s. w. Jesu Christo unserm Heylande und dem Heiligen Geiste in unterschiedenen Predigten erkläret, Nürnberg 1652.